# Katelyn Jarrell
Pour les articles homonymes, voir Bouyssou et Jarrell.
Katelyn Jarrell, née Bouyssou le 11 juin 1994 à Providence, est une judoka américaine.

## Carrière
Elle est médaillée d'or dans la catégorie des moins de 52 kg aux Jeux olympiques de la jeunesse d'été de 2010 à Singapour.
Elle a été par trois fois championne nationale dans la catégorie des moins de 48 kg (2008, 2010 et 2015) et terminé troisième deux fois (2008, 2011). Elle est médaillée de bronze aux Championnats panaméricains de judo 2017 à Panama.
Jarrell est la plus jeune judoka américaine à se qualifier pour les championnats du monde senior .
Elle pratique également la lutte.